# Super Potato

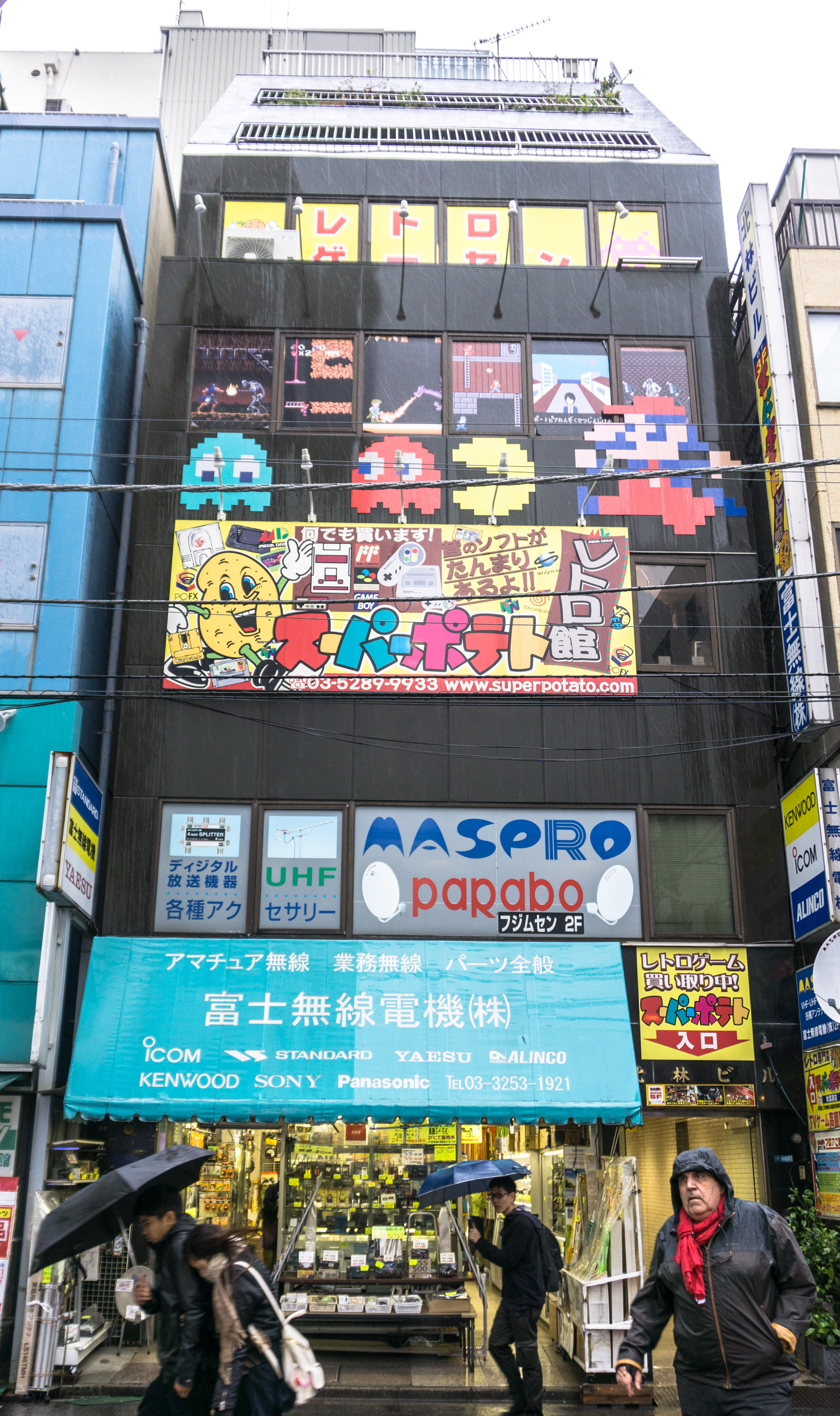
Façade du Super Potato d'Akihabara à Tokyo.

Super Potato (スーパーポテト, Sūpā Poteto) est un magasin japonais de jeux vidéo très connu pour son grand choix de jeux anciens,,. La boutique principale se trouve dans le quartier d'Akihabara à Tokyo, mais une seconde se trouve à Osaka. Tandis qu'une partie du magasin est consacrée à de nombreux accessoires liés à la culture des jeux vidéo, comme des figurines, trois de ses étages sont entièrement dédiés à de rares jeux japonais d'anciennes consoles. Le premier est consacré à la console Nintendo (appelée Famicom au Japon) et aux jeux PC japonais (MSX 2, etc.), le deuxième aux jeux de consoles plus modernes comme la Nintendo 64, la PlayStation, la Sega Saturn, et d'autres consoles dont les portables,. Le troisième étage est une petite salle d'arcade,. De nombreux journalistes spécialisés dans les jeux vidéo reconnaissent la valeur impressionnante de la collection Nintendo de Super Potato,. Alors qu'il est interdit de filmer dans la plupart des magasins d'Akihabara, pour ne pas pouvoir faire de comparatif entre les boutiques, Super Potato est l'un des rares où cela est autorisé.

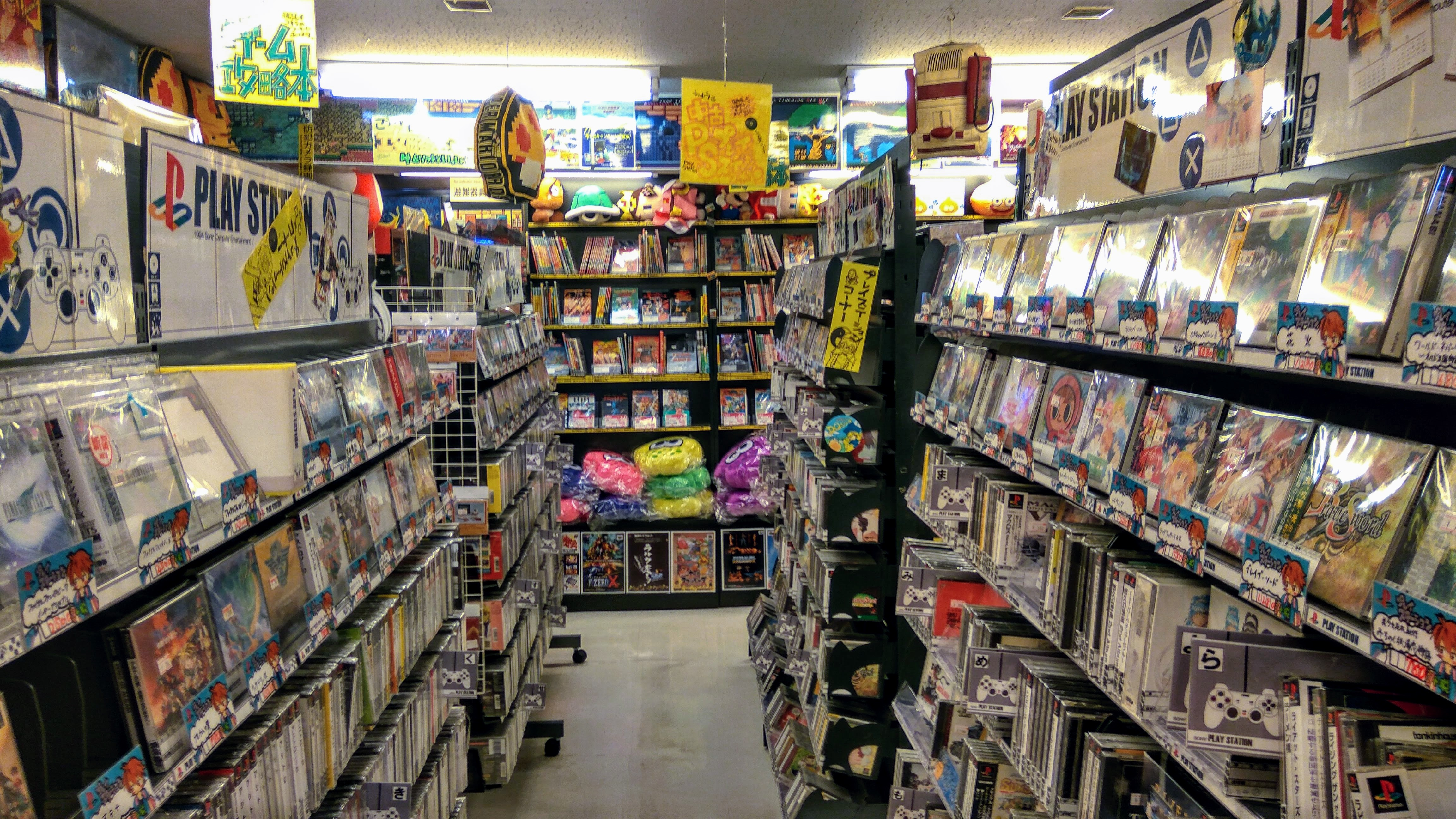
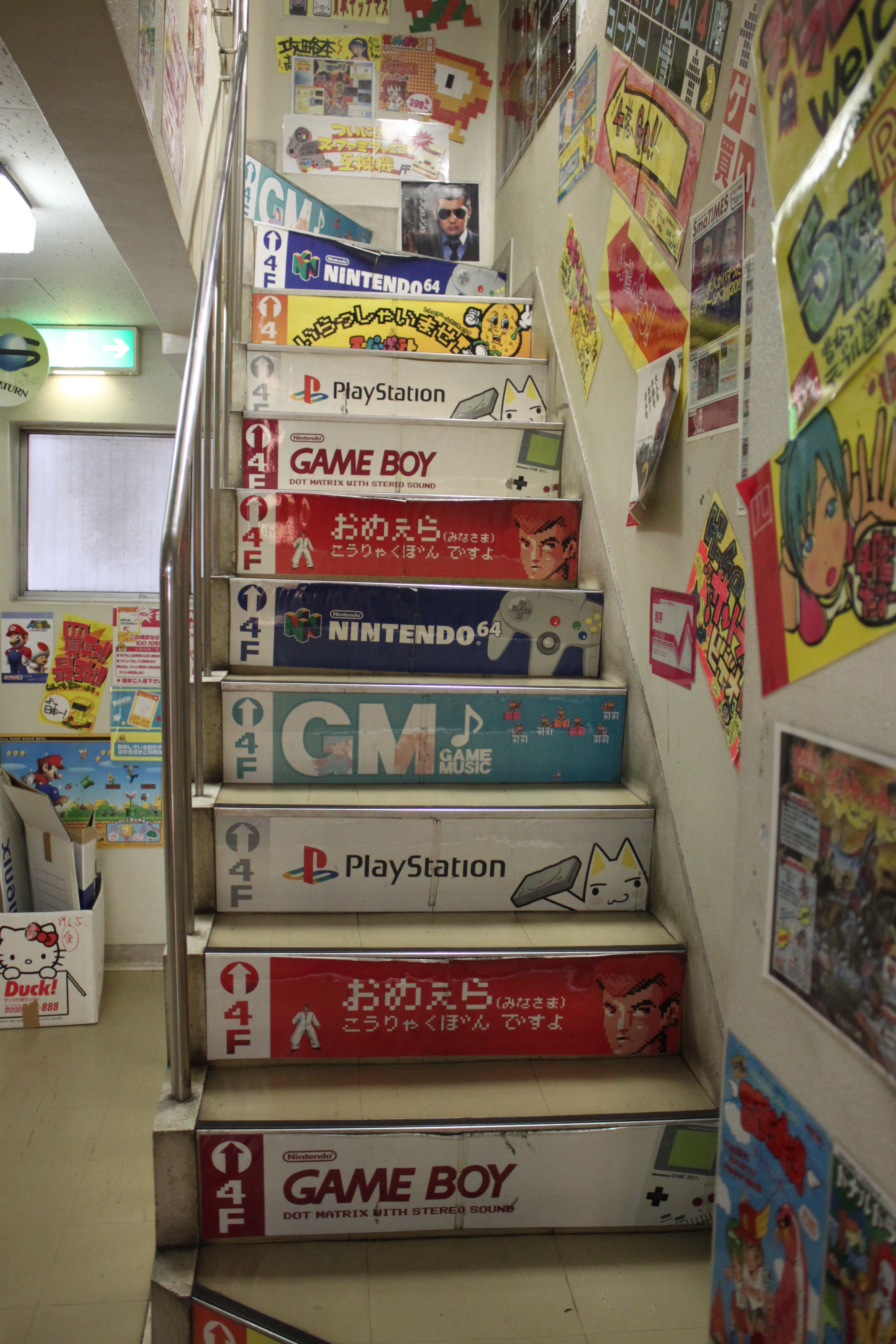
Escaliers de la boutique.
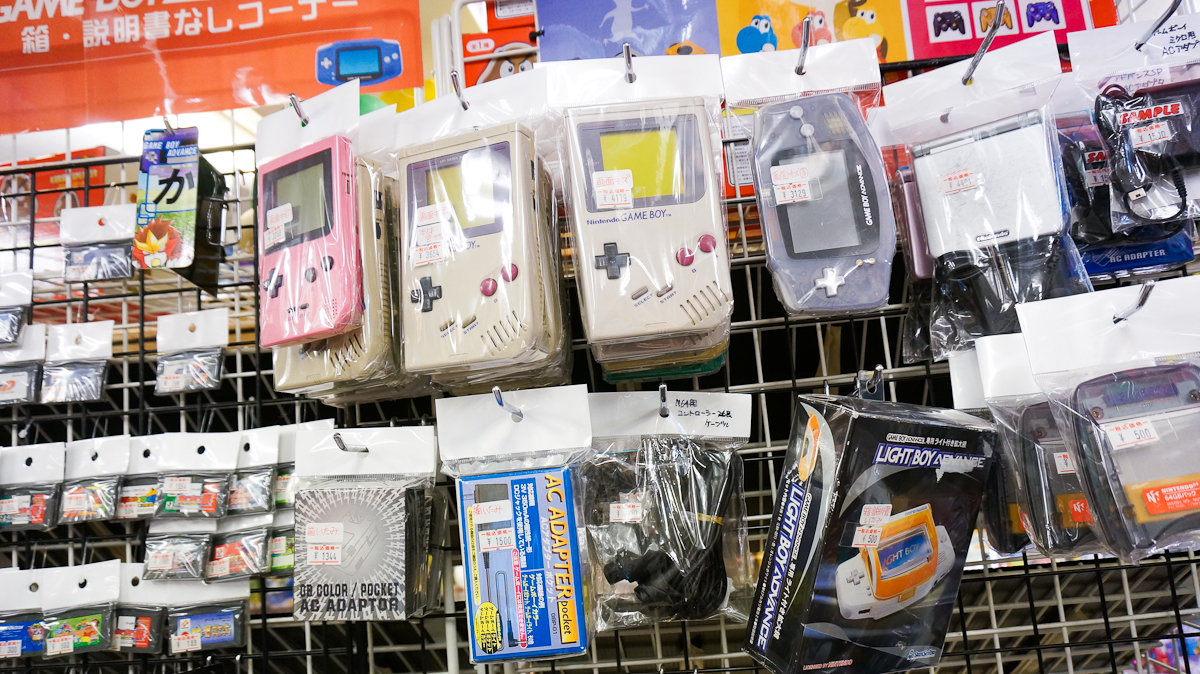

- Visite à 360° du premier étage.